# Перальта-де-ла-Сал
Перальта-де-ла-Сал (исп. Peralta de la Sal) — коммуна, находящаяся в муниципалитете Перальта-де-Каласанс района Ла-Литера провинции Уэска автономного сообщества Арагон.

## География
Перальта расположена в северной части провинции Ла-Литера, вблизи горной цепи Carrodilla, на берегах реки Соса (притока Синки)

## История
Название Перальта-де-ла-Саль впервые появляется в средневековых документах, название дано по расположению местности у подножия большой скалы. На территории, которая сейчас называется Перальта-Де-Ла-Сал жили каталонцы, которые прибыли из соседней деревни Каласанц, принадлежавшей Арагону в XI веке. Нападения каталонцев завершались у замка Momegastre, расположенного на границе этой области, однако попытки дальнейшего захвата территории были остановлены войсками. В итоге эта область стала уделом графов из района Urgell, который они занимали до XIII века, когда Виконт Кабрера захватил власть. С 1234 этот регион был связан с семьей Дон Рамон Перальта, которые удерживали власть до XIX века.

## Культовые сооружения
Приходская церковь построена в честь Вознесения Девы Марии, в ней располагается купель Иосифа Каласанского.